# تيري هيرمانسون
تيري هيرمانسون (بالإنجليزية: Terry Hermansson)‏ هو لاعب دوري الرغبي نيوزيلندي، ولد في 11 أغسطس 1967 في كرايستشرش في نيوزيلندا.